# لبنة العقد

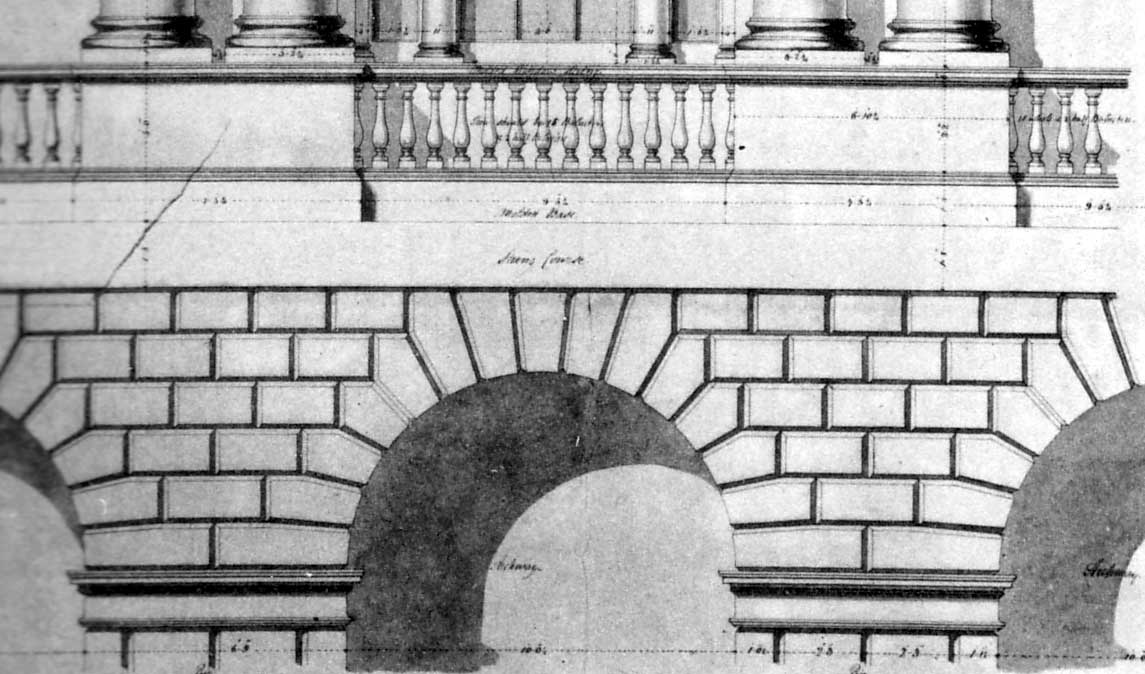
لبنات العقد

لبنة العقد أو صَنْجَة قطعة من الحجر أو غيره يتكون منها ومن غيرها بناء العقد وأول ما عرف منها في العمارة العربية الإسلامية ما كان في قصر الحير الشرقي الذي بناه هشام بن عبد الملك (عام 110 م- 728) في بادية الشام.